# 대한민국의 교육부 차관
교육부 차관(敎育部 次官)은 장관을 보좌하는 직위로, 정무직공무원으로 보한다.

## 임명
- 교육부 차관은 대통령이 임명한다.

## 역할
- 교육부 차관은 장관을 보좌하여 소관사무를 처리하고 소속공무원을 지휘·감독하며, 장관이 사고로 직무를 수행할 수 없으면 그 직무를 대행한다.

## 역대 차관

### 문교부 차관
| 정부        | 대수           | 이름                            | 임기                             | 비고     |
| ----------- | -------------- | ------------------------------- | -------------------------------- | -------- |
| 제1공화국   | 초대           | 문장욱(文章郁)                  | 1948년 8월 9일~1948년 10월 4일   |          |
| 제1공화국   | 2대            | 박종만(朴鍾萬)                  | 1948년 10월 5일~1950년 5월 11일  |          |
| 제1공화국   | 3대            | 최규남(崔奎南)                  | 1950년 5월 12일~1951년 9월 20일  |          |
| 제1공화국   | 4대            | 고병간(高秉幹)                  | 1951년 9월 21일~1952년 11월 13일 |          |
| 제1공화국   | 5대            | 허증수(許增秀)                  | 1952년 11월 14일~1955년 3월 9일  |          |
| 제1공화국   | 6대            | 김호직(金浩稙)                  | 1955년 3월 10일~1956년 6월 18일  |          |
| 제1공화국   | 7대            | 고광만(高光萬)                  | 1956년 6월 19일~1957년 12월 2일  |          |
| 제1공화국   | 8대            | 김선기(金善琪)                  | 1957년 12월 3일~1960년 5월 2일   |          |
| 제1공화국   | 9대            | 이항녕(李恒寧)                  | 1960년 5월 3일~1960년 8월 22일   |          |
| 제2공화국   | 10대           | 윤택중(尹宅重)                  | 1960년 8월 23일~1961년 5월 2일   | 정무차관 |
| 제2공화국   | 10대           | 서명원(徐明源)                  | 1960년 8월 30일~1961년 7월 9일   | 사무차관 |
| 제2공화국   | 11대           | 민장식(閔壯植)                  | 1961년 5월 3일~1961년 7월 9일    | 정무차관 |
| 제2공화국   | 12대           | 이민재(李敏載)                  | 1961년 7월 12일~1962년 1월 6일   |          |
| 제2공화국   | 13대           | 이승우(李承雨)                  | 1962년 1월 17일~1963년 3월 27일  |          |
| 제2공화국   | 14대           | 윤태림(尹泰林)                  | 1963년 3월 28일~1963년 12월 16일 |          |
| 제3공화국   | 15대           | 윤태림(尹泰林)                  | 1963년 12월 17일~1964년 2월 9일  |          |
| 제3공화국   | 16대           | 최형규(崔亨奎)                  | 1964년 2월 10일~1964년 5월 17일  |          |
| 제3공화국   | 17대           | 홍종철(洪鍾哲)                  | 1964년 5월 18일~1964년 9월 8일   |          |
| 제3공화국   | 18대           | 한상봉(韓相鳳)                  | 1964년 9월 9일~1965년 10월 18일  |          |
| 제3공화국   | 19대           | 성동준(成東準)                  | 1965년 10월 19일~1967년 8월 11일 |          |
| 제3공화국   | 20대           | 김증한(金曾漢)                  | 1967년 8월 12일~1968년 5월 23일  |          |
| 제3공화국   | 21대           | 박희범(朴喜範)                  | 1968년 5월 24일~1970년 1월 7일   |          |
| 제3공화국   | 22대           | 김도창(金道昶)                  | 1970년 1월 8일~1971년 7월 11일   |          |
| 제3공화국   | 23대           | 심창유(沈昶裕)                  | 1971년 7월 12일~1973년 5월 2일   |          |
| 제4공화국   | 23대           | 심창유(沈昶裕)                  | 1971년 7월 12일~1973년 5월 2일   |          |
| 24대        | 조성옥(趙成鈺) | 1973년 5월 3일~1977년 2월 7일   |                                  |          |
| 25대        | 고광득(高光得) | 1977년 2월 8일~1978년 2월 14일  |                                  |          |
| 26대        | 장인숙(張仁淑) | 1978년 2월 15일~1980년 1월 20일 |                                  |          |
| 27대        | 김형기(金瀅基) | 1980년 1월 21일~1980년 5월 26일 |                                  |          |
| 28대        | 이상규(李尙圭) | 1980년 5월 27일~1980년 7월 9일  |                                  |          |
| 29대        | 김판영(金判永) | 1980년 7월 15일~1981년 4월 12일 |                                  |          |
| 제5공화국   | 30대           | 정태수(鄭泰秀)                  | 1981년 4월 13일~1983년 7월 19일  |          |
| 제5공화국   | 31대           | 정희채(鄭熙彩)                  | 1983년 7월 20일~1985년 4월 9일   |          |
| 제5공화국   | 32대           | 김찬재(金讚宰)                  | 1985년 4월 10일~1987년 8월 5일   |          |
| 제5공화국   | 33대           | 김상준(金商俊)                  | 1987년 8월 6일~1988년 3월 4일    |          |
| 노태우 정부 | 34대           | 장병규(張炳圭)                  | 1988년 3월 5일~1988년 12월 12일  |          |
| 노태우 정부 | 35대           | 장기옥(張基玉)                  | 1988년 12월 13일~1990년 3월 19일 |          |
| 노태우 정부 | 36대           | 조규향(曺圭香                   | 1990년 3월 20일~1990년 12월 26일 |          |

### 교육부 차관
| 정부        | 대수 | 이름           | 임기                            | 비고 |
| ----------- | ---- | -------------- | ------------------------------- | ---- |
| 노태우 정부 | 1대  | 조규향(曺圭香) | 1990년 12월 27일~1993년 3월 3일 |      |
| 김영삼 정부 | 2대  | 이천수(李千洙) | 1993년 3월 4일~1995년 12월 25일 |      |
| 김영삼 정부 | 3대  | 이영탁(李永鐸) | 1995년 12월 26~1997년 8월 7일   |      |
| 김영삼 정부 | 4대  | 이용원(李勇源) | 1997년 8월 8일~1998년 3월 8일   |      |
| 김대중 정부 | 5대  | 조선제(趙宣濟) | 1998년 3월 8일~1999년 5월 25일  |      |
| 김대중 정부 | 6대  | 이원우(李元雨) | 1999년 5월 25일~2001년 1월 27일 |      |

### 교육인적자원부 차관
| 정부        | 대수 | 이름           | 임기                            | 비고 |
| ----------- | ---- | -------------- | ------------------------------- | ---- |
| 김대중 정부 | 초대 | 김상권(金相權) | 2001년 1월 29일~2001년 6월 2일  |      |
| 김대중 정부 | 2대  | 최희선(崔熙善) | 2001년 6월 2일~2002년 4월 2일   |      |
| 김대중 정부 | 3대  | 김신복(金信福) | 2002년 4월 2일~2003년 3월 10일  |      |
| 노무현 정부 | 4대  | 서범석(徐凡錫) | 2003년 3월 10일~2004년 7월 20일 |      |
| 노무현 정부 | 5대  | 김영식(金永植) | 2004년 7월 20일~2006년 1월 31일 |      |
| 노무현 정부 | 6대  | 이기우(李基雨) | 2006년 2월 1일~2006년 3월 15일  |      |
| 노무현 정부 | 7대  | 이종서(李鍾瑞) | 2006년 3월 22일~2007년 6월 20일 |      |
| 노무현 정부 | 8대  | 서남수(徐南洙) | 2007년 6월 21일~2008년 2월 28일 |      |

### 교육과학기술부 차관

#### 교육과학기술부 제1차관
| 정부        | 대수 | 이름           | 임기                            | 비고 |
| ----------- | ---- | -------------- | ------------------------------- | ---- |
| 이명박 정부 | 초대 | 우형식(禹亨植) | 2008년 2월 29일~2009년 1월 20일 |      |
| 이명박 정부 | 2대  | 이주호(李周浩) | 2009년 1월 20일~2010년 8월 16일 |      |
| 이명박 정부 | 3대  | 설동근(薛東根) | 2010년 8월 16일~2012년 1월 8일  |      |
| 이명박 정부 | 4대  | 이상진(李相鎭) | 2012년 1월 9일~2012년 5월 7일   |      |
| 이명박 정부 | 5대  | 김응권(金應權) | 2012년 5월 8일~2013년 3월 13일  |      |

#### 교육과학기술부 제2차관
| 정부        | 대수 | 이름           | 임기                            | 비고 |
| ----------- | ---- | -------------- | ------------------------------- | ---- |
| 이명박 정부 | 초대 | 박종구(朴鍾九) | 2008년 2월 29일~2009년 1월 20일 |      |
| 이명박 정부 | 2대  | 김중현(金重賢) | 2009년 1월 20일~2010년 8월 16일 |      |
| 이명박 정부 | 3대  | 김창경(金昌經) | 2010년 8월 16일~2012년 6월 10일 |      |
| 이명박 정부 | 4대  | 조율래(趙律來) | 2012년 6월 11일~2013년 3월 13일 |      |

### 교육부 차관
| 정부        | 대수           | 이름                              | 임기                             | 비고 |
| ----------- | -------------- | --------------------------------- | -------------------------------- | ---- |
| 박근혜 정부 | 7대            | 나승일(羅承日)                    | 2013년 3월 13일~2014년 8월 26일  |      |
| 박근혜 정부 | 8대            | 김신호(金信鎬)                    | 2014년 8월 27일~2015년 2월 8일   |      |
| 박근혜 정부 | 9대            | 김재춘(金載春)                    | 2015년 2월 9일~2015년 10월 20일  |      |
| 박근혜 정부 | 10대           | 이영 (李榮)                       | 2015년 10월 21일~2017년 5월 31일 |      |
| 문재인 정부 |                |                                   |                                  |      |
| 11대        | 박춘란(朴春蘭) | 2017년 6월 1일~2018년 11월 23일   |                                  |      |
| 12대        | 박백범(朴栢範) | 2018년 11월 24일~2020년 12월 24일 |                                  |      |
| 13대        | 정종철(鄭鍾澈) | 2020년 12월 24일~2022년 5월 10일  |                                  |      |
| 윤석열 정부 | 14대           | 장상윤(張商允)                    | 2022년 5월 10일~2023년 11월 30일 |      |
| 윤석열 정부 | 직무대리       | 나주범(羅柱範)                    | 2023년 12월 1일~2023년 12월 6일  |      |
| 윤석열 정부 | 15대           | 오석환(吳碩煥)                    | 2023년 12월 7일~2025년 7월 14일  |      |
| 이재명 정부 | 16대           | 최은옥(崔銀玉)                    | 2025년 7월 14일~                 |      |

## 같이 보기
- 교육부
- 교육부 장관(겸 사회 부총리)